# Kurt Faßbender
Kurt Faßbender (* 5. Juni 1968 in Mayen) ist ein deutscher Rechtswissenschaftler.

## Leben
Er studierte Rechtswissenschaften an der Universität Trier. Nach dem ersten juristischen Staatsexamen 1993 war er Wissenschaftlicher Mitarbeiter im Institut für Umwelt- und Technikrecht der Universität Trier und dann im Institut für Öffentliches Recht der Universität Bonn. Nach dem Zweiten Juristischen Staatsexamen war er Rechtsanwalt tätig. Nach der Promotion 1999 zum Dr. iur. war er wissenschaftlicher Assistent im Institut für Öffentliches Recht der Universität Bonn. Nach der Habilitation 2006 an der Rechts- und Staatswissenschaftlichen Fakultät der Universität Bonn (Venia legendi für die Fächer Öffentliches Recht, Europarecht und Völkerrecht) vertrat er im Sommersemester 2008 den Lehrstuhl für Öffentliches Recht und Europarecht, Wirtschaftsverwaltungs- und Wirtschaftsverfassungsrecht an der Universität zu Köln, von 2008 bis 2009 den Lehrstuhl für Öffentliches Recht, insbesondere Staats- und Verwaltungsrecht an der Universität Leipzig. Seit 2009 ist er Professor für Öffentliches Recht, insbesondere Umwelt- und Planungsrecht in Leipzig.

## Schriften
- Die Umsetzung von Umweltstandards der Europäischen Gemeinschaft. Köln 2001, ISBN 3-452-24875-5.
- mit Wolfgang Durner: Die nachwirkende Veranlagung der Mitglieder sondergesetzlicher Wasserverbände bei einer „Einschränkung der Teilnahme“. Köln 2011, ISBN 978-3-452-27549-3.
- Rechtliche Anforderungen an raumplanerische Festlegungen zur Hochwasservorsorge. Baden-Baden 2013, ISBN 3-8487-0670-9.
- mit Edgar König und Peter Musall: Sächsisches Kommunalrecht. Lehrbuch. Stuttgart 2018, ISBN 3-415-06386-0.